# Aatif Chahechouhe
Aatif Chahechouhe (arabsky عاطف شحشوح‎; * 2. července 1986, Fontenay-aux-Roses) je francouzsko-marocký fotbalový záložník a reprezentant Maroka, v současné době hráč klubu Sivasspor.
V sezóně 2013/14 se stal v dresu Sivassporu se 17 vstřelenými brankami nejlepším střelcem turecké Süper Lig.

## Reprezentační kariéra

### Maroko
V A-mužstvu Maroka debutoval 23. 5. 2014 v přátelském utkání proti Mosambiku (výhra 4:0). Při svém debutu vstřelil jednu branku.